# 南福光連系所
南福光連系所（みなみふくみつれんけいじょ）ならびに南福光変電所（みなみふくみつへんでんしょ）は、中部電力パワーグリッドと北陸電力送配電が富山県南砺市（旧西礪波郡福光町）に建設し管理している、両社間の系統連系設備である。

## 概要
1999年に運用を開始した南福光連系所ならびに南福光変電所は、中部電力パワーグリッド（中部電力PG）と北陸電力送配電が直接電力系統を接続するために設けられた非同期連系設備である。
連系所完成以前、中部電力と北陸電力の両社はそれぞれの電力系統を関西電力の電力系統を介して接続されていた。両社はより一層の電力系統の信頼度および安定度の向上を図るため、直接接続する計画を立案した。しかし、両社間の直接接続は中部電力と北陸電力、そして関西電力が環状に接続されることを意味する。交流電気回路においては互いの電圧差や位相差、周波数差その他要素により電力の流れ（潮流）を制御することが困難となってしまう。そこで、中部電力と北陸電力は連系点で直流送電によって接続することで解決が図られた。

## 構成
連系点には、中部電力PG岐阜開閉所から延びる50万ボルト送電線「越美幹線」と、北陸電力送配電加賀変電所から延びる50万ボルト送電線「加賀福光線」が接続されている。両社の交流電力は直流側出力端子同士を直接接続（BTB: Back To Back 、背中合わせ方式という）した交直変換装置によって接続されている。東芝及び日立製の光サイリスタ（光直接点弧形サイリスタ）素子を用いた交直変換装置の容量は30万キロワット。装置両端には50万ボルトという超高電圧を降下させる連系用変圧器や、装置自体より発生する高調波を吸収する交流フィルタ、電力系統の電圧を調整する分路リアクトルが設けられている。
なお、交直変換装置の北陸電力送配電側遮断器より越美幹線側が中部電力PG南福光連系所、加賀福光線側が北陸電力送配電南福光変電所の管理区域である。

## 今後の計画
中部電力パワーグリッド・北陸電力送配電・関西電力送配電では、BTB装置の更新時期を迎えるのにあたり、2026年度で装置を廃止し、本連系所でも交流での連系を行うことで、3社をまたいだ交流ループを形成し、供給信頼度の向上や設備コストの最適化を行う計画としている。